# Andrzej Niedzielski (trener)
Andrzej Niedzielski (ur. 2 grudnia 1935 w Regnach, zm. 6 marca 1982) – polski trener kajakarski i działacz sportowy.

## Życiorys
W młodości uprawiał wioślarstwo i rugby. W 1960 ukończył studia w Akademii Wychowania Fizycznego w Warszawie, od 1960 pracował jako trener kajakarstwa w Spójni Warszawa. Po nieudanych dla sportu kajakowego Igrzyskach Olimpijskich w 1968 został jednym z trenerów reprezentacji Polski i objął grupę młodszych zawodników (grupę starszą prowadził główny trener Stanisław Zantara), w latach 70. był głównym trenerem reprezentacji i kierownikiem wyszkolenia PZKaj. (do 1978).
Pod jego kierunkiem Andrzej Gronowicz i Jerzy Opara srebrny medal na Letnich Igrzyskach Olimpijskich w Montrealu (1976) w konkurencji w C-2 na dystansie 500 m, a Rafał Piszcz i Władysław Szuszkiewicz zdobyli brązowy medal na Letnich Igrzyskach Olimpijskich w Monachium (1972) w konkurencji w K-2 na dystansie 1000 m. Ponadto polska reprezentacja wywalczyła trzy medale na mistrzostwach świata w 1973, sześć medali (w tym 1 złoty) na mistrzostwach świata w 1974, cztery medale (w tym 1 złoty) na mistrzostwach świata w 1975, pięć medali (w tym 2 złote) na mistrzostwach świata w 1977, trzy medale na mistrzostwach świata w 1978.
W latach 1962–1972 pracował w Zakładzie Sportu Instytutu Naukowego Kultury Fizycznej i Sportu w Warszawie, w latach 1972-1973 w Zakładzie Teorii Sportu AWF w Warszawie, a w latach 1974-1978 był kierownikiem wyszkolenia i trenerem głównym z ramienia PZKaj. w Polskiej Federacji Sportu. Od 1978 pracował jako główny specjalista w Głównym Komitecie Kultury Fizycznej i Sportu.
W 1972 został odznaczony Krzyżem Kawalerskim Orderu Odrodzenia Polski.